# کانوی (میشیگان)
کانوی (به انگلیسی: Conway) یک منطقهٔ مسکونی در ایالات متحده آمریکا است که در شهرستان امت، میشیگان واقع شده‌است. کانوی ۱٫۱ کیلومتر مربع مساحت و ۲۰۴ نفر جمعیت دارد و ۱۸۳٫۸ متر بالاتر از سطح دریا واقع شده‌است.